# Польссон, Стен
Стен Польссон (швед. Sten Pålsson; род. 4 декабря 1945, Швеция) — шведский футболист, нападающий.

## Клубная карьера
Польссон начинал карьеру в клубах низших дивизионов «Стренгенас» и «Кунгсхамн», а в начале 1968 года перешёл в клуб ГАИС, за который играл всю оставшуюся карьеру. Большую часть времени, проведённого в составе клуба, являлся основным игроком его атакующего звена.
Завершил карьеру футболиста выступлениями за ГАИС в 1981 году.

## Карьера в сборной
11 сентября 1968 года дебютировал в официальных матчах в составе национальной сборной Швеции.
В составе сборной был участником чемпионата мира 1970 года в Мексике, но команда не преодолела групповой этап.
В течение карьеры в сборной, длившейся шесть лет, принял участие в 19 матчах, забив 5 голов.